# スティーブ・ブルーマー
スティーブ・ブルーマー（Steve Bloomer, 1874年1月20日 - 1938年4月16日）は、イングランド出身のサッカー選手、サッカー指導者。ポジションはFW。
ジミー・グリーブスに次ぐフットボールリーグ歴代2位の得点記録を保持しており、生涯で650試合に出場して400得点を記録した。ダービー・カウンティFCの伝説的な選手であり、クラブの公式アンセム（Steve Bloomer's Watchin'）のタイトルにもその名が使用されているほか、ホームスタジアムであるプライド・パーク・スタジアムには胸像が設置されている。
2008年、イングランドサッカー殿堂に選出された。

## 経歴

### クラブ経歴
1892年9月3日、ストーク・シティFC戦でダービー・カウンティFCのトップチームデビューし、9月24日のウェスト・ブロムウィッチ・アルビオンFC戦で公式戦初得点を挙げた。兄弟であるフィリップもダービー・カウンティに所属していたが、1896年に腹膜炎によって死亡。トップチームでのプレーは1試合にとどまった。
ダービー・カウンティでの14シーズンで17度ハットトリックを記録し、5度得点王に輝いた。1886-87シーズンには、5度のハットトリックを含む31得点を挙げた。その輝かしい個人成績とは対照的にクラブタイトルには恵まれず、1895-96シーズンにリーグ2位、1898年、1899年、1903年と3度FAカップ決勝まで進出したものの、14シーズンでタイトルを獲得することはなかった。ダービー・カウンティでは野球チームにも所属しており、3度英国王者に輝いている。
1906年に750ポンドでミドルズブラFCに加入。1906-07シーズン、1907-08シーズンと2年連続でクラブ得点王となった。1907年1月5日のウーリッジ・アーセナル戦では1試合4得点を記録した。
その後ダービー・カウンティへと戻り、1911-12シーズンの2部リーグ優勝に貢献。1914年1月31日、バーンリーFC戦を以って現役を引退した。

### 代表経歴
1895年9月3日のアイルランド戦でイングランド代表デビュー。ブルーマーの2得点を含む9-0というスコアで大勝した。その後、アイルランド戦を含む最初の10試合全てでゴールを奪い、10試合で19得点を記録した。1896年3月16日のウェールズ戦では4得点を挙げた。8度のブリティッシュ・ホーム・チャンピオンシップ優勝に大きく貢献。
ブルーマーは、イングランド代表で初めて2度ハットトリックを記録した選手となり、また2度4得点を挙げた初めての選手となった。

### 現役引退後

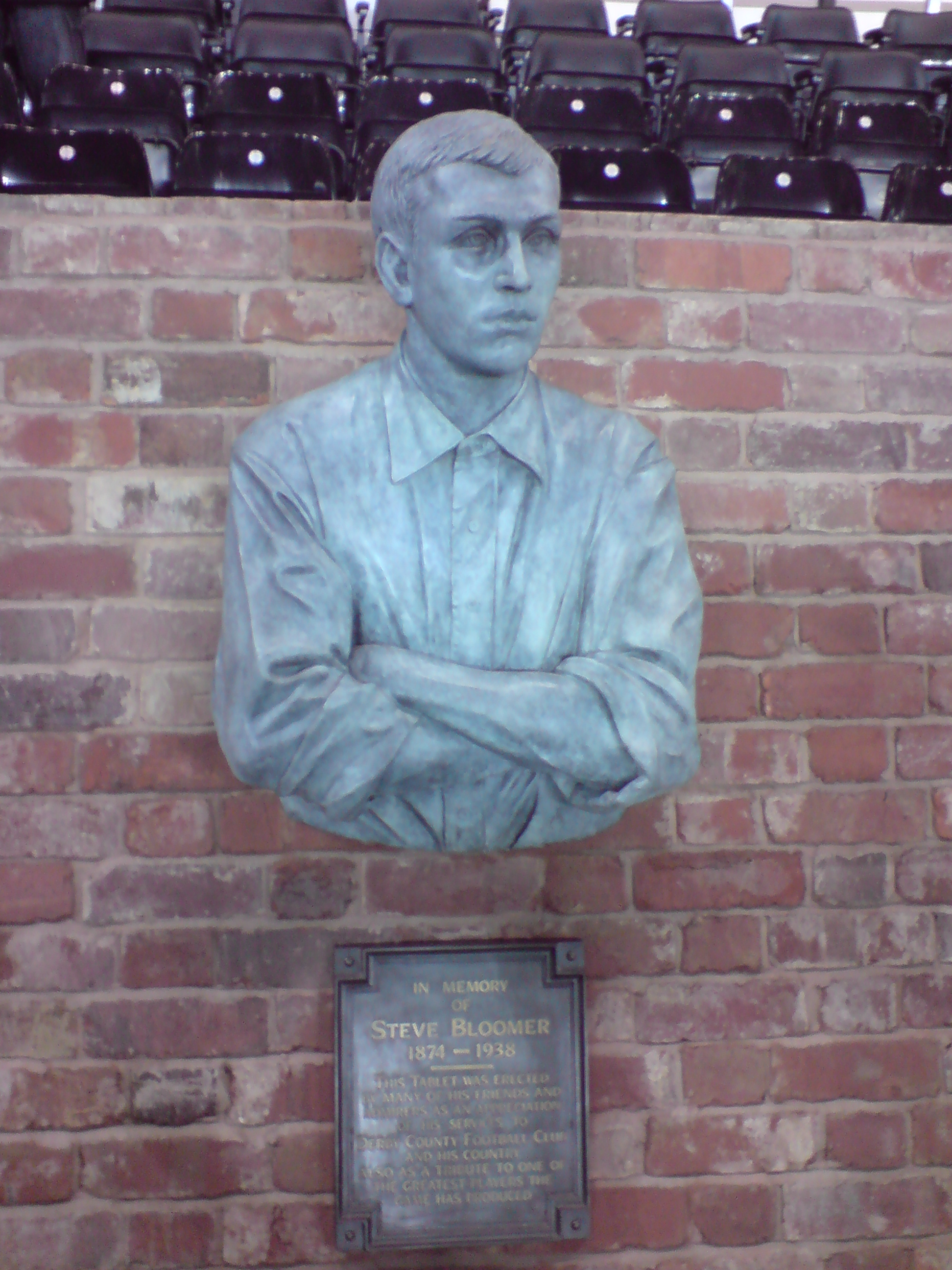
プライド・パーク・スタジアムにあるブルーマーの胸像

引退後の1914年7月にドイツのクラブであるブリタニア・ベルリン92の監督に就任するが、第一次世界大戦勃発によってベルリン、シュパンダウ区に拘留されたため、わずか3週間でクラブを離れることとなった。
戦争終結後、短期間のみオランダのブラウ・ウィット・アムステルダムの監督を務めた。1923年にレアル・ウニオンの監督に就任。1924年のコパ・デル・レイ優勝に導いた。イングランドに戻った後はダービー・カウンティのリザーブチームにてプレイヤーコーチに就いたほか、新聞のコラムニストや野球場の管理人などの業務を行った。
1937年、ダービー・カウンティはブルーマーにオーストラリアやニュージーランドへの漫遊を与えた。翌年4月、旅から帰ってきた3週間後に死去。

## 獲得タイトル

### 選手時代
イングランド代表
- ブリティッシュ・ホーム・チャンピオンシップ : 8回 1895, 1898, 1899, 1901, 1903, 1904, 1905, 1906

 ダービー・カウンティ
- 2部リーグ : 1回 1911-12

 ダービー・カウンティ・ベースボール・クラブ
- イギリスチャンピオン : 3回 1895, 1897, 1898

### 監督時代
レアル・ウニオン
- ギプスコア県選手権 : 1回 1923-24
- コパ・デル・レイ : 1回 1924

## クラブ成績
| クラブ                     | シーズン                   | リーグ戦              | リーグ戦 | リーグ戦 | カップ戦 | カップ戦 | 期間通算 | 期間通算 |
| クラブ                     | シーズン                   | リーグ                | 出場     | 得点     | 出場     | 得点     | 出場     | 得点     |
| -------------------------- | -------------------------- | --------------------- | -------- | -------- | -------- | -------- | -------- | -------- |
| ダービー・カウンティFC     | 1892-93                    | イングランド1部リーグ | 28       | 11       | -        | -        | 28       | 11       |
| ダービー・カウンティFC     | 1893-94                    | イングランド1部リーグ | 25       | 18       | 2        | 0        | 27       | 18       |
| ダービー・カウンティFC     | 1894-95                    | イングランド1部リーグ | 29       | 9        | 1        | 0        | 30       | 9        |
| ダービー・カウンティFC     | 1895-96                    | イングランド1部リーグ | 25       | 22       | 5        | 5        | 30       | 27       |
| ダービー・カウンティFC     | 1896-97                    | イングランド1部リーグ | 29       | 24       | 4        | 7        | 33       | 31       |
| ダービー・カウンティFC     | 1897-98                    | イングランド1部リーグ | 23       | 15       | 3        | 5        | 26       | 20       |
| ダービー・カウンティFC     | 1898-99                    | イングランド1部リーグ | 28       | 24       | 5        | 6        | 33       | 30       |
| ダービー・カウンティFC     | 1899-1900                  | イングランド1部リーグ | 28       | 19       | 2        | 0        | 30       | 19       |
| ダービー・カウンティFC     | 1900-01                    | イングランド1部リーグ | 36       | 12       | 5        | 2        | 41       | 14       |
| ダービー・カウンティFC     | 1901-02                    | イングランド1部リーグ | 28       | 15       | 7        | 3        | 35       | 18       |
| ダービー・カウンティFC     | 1902-03                    | イングランド1部リーグ | 24       | 12       | 2        | 1        | 26       | 13       |
| ダービー・カウンティFC     | 1904-05                    | イングランド1部リーグ | 29       | 13       | 1        | 0        | 30       | 13       |
| ダービー・カウンティFC     | 1905-06                    | イングランド1部リーグ | 23       | 12       | 3        | 0        | 26       | 12       |
| ミドルズブラFC             | 1905-06                    | イングランド1部リーグ | 9        | 6        | -        | -        | 9        | 6        |
| ミドルズブラFC             | 1906-07                    | イングランド1部リーグ | 34       | 17       | 2        | 0        | 36       | 17       |
| ミドルズブラFC             | 1907-08                    | イングランド1部リーグ | 34       | 14       | 1        | 0        | 35       | 14       |
| ミドルズブラFC             | 1908-09                    | イングランド1部リーグ | 28       | 16       | -        | -        | 28       | 16       |
| ミドルズブラFC             | 1909-10                    | イングランド1部リーグ | 20       | 8        | 2        | 1        | 22       | 9        |
| ミドルズブラFC通算         | ミドルズブラFC通算         |                       | 125      | 61       | 5        | 1        | 130      | 62       |
| ダービー・カウンティFC     | 1910-11                    | イングランド2部リーグ | 28       | 20       | 4        | 4        | 32       | 24       |
| ダービー・カウンティFC     | 1911-12                    | イングランド2部リーグ | 36       | 18       | 2        | 1        | 38       | 19       |
| ダービー・カウンティFC     | 1912-13                    | イングランド1部リーグ | 29       | 13       | 1        | 1        | 30       | 14       |
| ダービー・カウンティFC     | 1913-14                    | イングランド1部リーグ | 5        | 2        | 1        | 0        | 6        | 2        |
| ダービー・カウンティFC通算 | ダービー・カウンティFC通算 |                       | 453      | 259      | 48       | 35       | 501      | 294      |
| 総通算                     | 総通算                     |                       | 578      | 320      | 53       | 36       | 631      | 356      |